# Герб Института геральдики Армии США
Герб Института геральдики Армии США — герб формирования (герб формирования армии вооружённых сил США), был разработан сотрудниками Института геральдики Армии США и утверждён государственным секретарём Армии Стэнли Р. Ризором (англ. Stanley Rogers Resor) 27 июня 1966 г.

## Описание
В щите в золотом поле с червлёным пониженным стропилом чёрная глава, обременённая золотым титлом. Бурелет золото-червлёный. В нашлемнике — золотой восстающий грифон с червлёным языком. По сторонам щита — два знамени с древками натурального цвета и серебряными навершиями и подтокамми. Правое знамя — золотое с лазорево-золотой каймой с серебряной пятиконечной звездой, окаймлённой лазурью. Левое знамя — золотое с золото-лазоревой каймой и розой Тюдоров с зелёными шипами и тычинками. Древки знамён перевиты золотой девизной лентой, на которой чёрными буквами начертано Aegis Fortissima Honos.

## Значение символов
Стропило, в английской геральдике называемое шевроном, указывает на вооружённые силы, которые являются опорой федерального правительства США и в то же время находятся под его гражданской юрисдикцией. Шеврон также символизирует само федеральное правительство, а три конца шеврона символизируют исполнительную, законодательную и судебную ветви власти. Помимо этого, шеврон также указывает на Институт геральдики, который является прямым преемником созданной в 1919 г. геральдической службы в составе Генерального штаба военного министерства, подчинённой в 1924 г. генералу-квартирмейстеру, начальнику Квартирмейстерского корпуса Армии США, а в 1962 г. переданной начальнику Генерал-адъютантской службы. Кроме того, фигура указывает на Институт геральдики Армии США, как единственное геральдическое учреждение Соединённых Штатов, официально признанное сопоставимым с геральдическими институтами Старого Света и развивающее науку и искусство геральдики в соответствии с исторически сложившимися традициями и правилами.
Грифон, мифическое существо, наполовину орёл, наполовину лев — символ мудрости и вдохновения. Грифон часто выступает в качестве хранителя сокровищ, что символизирует исключительную ответственность института как хранителя традиций геральдического искусства. Также орёл символически указывает на Соединённые Штаты Америки, а лев — на Великобританию, давшую Соединённым Штатам язык, правовую систему и геральдические традиции.
Большая белая пятиконечная звезда (муллет), окаймлённая лазурью, символизирует все штаты, составляющие США и указывает на соединение звёзд разных штатов во флаге Соединённых Штатов. Бело-красная роза Тюдоров указывает на колонизацию Америки, начатую англичанами, подданными династии Тюдоров.
Девиз Aegis Fortissima Honos с латинского языка переводится как «Честь — лучший щит».
Золото — символ подвига и славы, красный цвет — символ рвения и усердия, чёрный — юриспруденции и знаний.